# Cities: Skylines II
Cities: Skylines II er et simulationsspil udgivet 2023, hvor spilleren kan planlægge, opføre og udvikle en by. Cities: Skylines II er en opfølger til det tidligere Cities: Skylines (2015). Spillet er udviklet af Colossal Order og udgivet af Paradox Interactive.
Spillet har fået en del kritik efter udgivelsen fra Cities: Skylines fans verden over grundet mangel på basale funktioner, som var til at finde i Cities: Skylines I.  Dette har resulteret i overvældende negative anmeldelser på steam. I april 2024 måtte Paradox Interactive kalde en DLC "Beach Properties" tilbage, efter at have været tilgængeligt mod betaling på grund af den dårlige kritik rettet mod Colossal Order og deres forhastede tilgang til at udgive betalte tilføjelser til spillet, i stedet for at fokusere på at forbedre selve spillet. I februar 2024 kunne Paradox Interative meddelle, at Cities: Skylines 2 har solgt over 1 million eksemplarer hvor ved Paraxdox Interactive i samme leglihed beklager, at spillet ikke levede op til forventninger og de arbejder på at forbedre det.

## Gameplay
Opbyg en by fra grunden og gør den til en blomstrende metropol, som er helt unik. Oplev byggeri i en skala, der aldrig er set før. Med dyb simulering og en levende økonomi tilbyder Cities: Skylines II verdensbygning uden grænser.
Læg fundamentet for byen ved at bygge veje, infrastruktur og systemer, der gør dagliglivet muligt.
Byens vækst skal planlægges strategisk. Hver beslutning har konsekvenser. Kan den lokale industri holdes i gang, mens handlen styrker økonomien? Hvordan kan beboelsesområder blomstre uden at affolke bymidten? Hvordan kan borgernes ønsker opfyldes, samtidig med at byens budget holdes i balance?
Byen sover aldrig. Den forandres over tid, nogle gange langsomt og gradvist, andre gange pludseligt og uventet. Uanset årstidernes skiften og døgnets rytme skal der være parathed til, at livet ikke altid går som planlagt.
AI og omfattende økonomi betyder, at valg påvirker alt ved byen. Det er vigtigt at huske, når der lægges strategier, løses problemer og reageres på forandringer, udfordringer og muligheder.
Cities: Skylines II giver mulighed for at skabe uden kompromiser. Byg skyskrabere og bred ud over kortet som aldrig før. Byen kan formes efter egne visioner.
Beslutningerne former hver indbyggers livsbane, definerer deres liv, og deres op- og nedture kan følges fra kærlighed og tab til velstand og velvære.
Valg af kort afgør byens klima. Naturkræfterne skal forhandles med for at udvide byen, mens forurening, vejrets skiften og årstidernes udfordringer håndteres.